# Hello Games
Hello Games è un'azienda britannica dedita allo sviluppo di videogiochi, fondata il 18 febbraio 2008 nella città inglese di Guildford (Surrey).
L'azienda è conosciuta per aver realizzato Joe Danger, Joe Danger 2 e soprattutto No Man's Sky.

## Videogiochi
| Anno | Titolo            | Piattaforma/e                    |
| ---- | ----------------- | -------------------------------- |
| 2010 | Joe Danger        | PlayStation 3, Xbox 360, Windows |
| 2012 | Joe Danger 2      | PlayStation 3, Xbox 360, Windows |
| 2016 | No Man's Sky      | PlayStation 4, Xbox One, Windows |
| 2020 | The Last Campfire | PlayStation 4, Xbox One, Windows |